# Pușcă cu repetiție „Mannlicher”, model 1893
Pușca cu repetiție „Mannlicher”, model 1893 a fost o armă individuală de infanterie de calibrul 6,5 mm, cu încărcare manuală, proiectată special la cererea României, dar care s-a aflat în înzestrarea și a altor armate, în perioada Primului Război Mondial și în perioada interbelică. Pușca a fost utilizată de Armata României, începând cu campania din anul 1916, fiind achiziționate în total un număr de 373.926 de puști și 60.142 de carabine din acest model. :p. 41

## Principii constructive
Pușca Mannlicher era o armă portativă neautomată, destinată tragerii la distanțe medii și mari. Avea țeavă cu patru ghinturi, zăvorâtă cu închizător manual rotativ.  Sistemul de alimentare era cu acționare manuală și încărcător tip sector cu 5 cartușe. Evacuarea tuburilor trase se făcea printr-un orificiu din cutia culatei, cu ajutorul unui mecanism extractor cu gheară. 